# Yvonne Murray
Yvonne Murray, född den 4 oktober 1964 i Musselburgh, East Lothian, är en brittisk friidrottare inom medeldistanslöpning.
Hon tog OS-brons på 3 000 meter vid friidrottstävlingarna 1988 i Seoul.